# Linia kolejowa nr 761
Linia kolejowa nr 761 – pierwszorzędna, głównie dwutorowa, zelektryfikowana linia kolejowa znaczenia państwowego łącząca posterunek odgałęźny Grabiszyn z posterunkiem odgałęźnym i ładownią Wrocław Świebodzki.

## Ruch pociągów
Linia jest eksploatowana w ruchu pasażerskim zarówno dalekobieżnym, jak i podmiejskim i regionalnym. Przewoźnikami są PKP Intercity, Koleje Dolnośląskie oraz Polregio.